# Berenberg (Hanseatengeschlecht)

Wappen der Berenberg

Die Berenberg waren ein Hanseatengeschlecht niederländischer Herkunft in der Freien Reichs- und Hansestadt Hamburg. Die Brüder Hans und Paul Berenberg gründeten dort im Jahre 1590 das noch heute bestehende Bankhaus Berenberg. Die Berenberg gehörten in Hamburg zur niederländischen Kaufmannskolonie. 1684 wurden sie erbliche Großbürger Hamburgs und stellten im 18. Jahrhundert mehrere Senatoren und Präsides der Commerz-Deputation. Die Berenberg erlosch in Hamburg im Mannesstamm 1862; Elisabeth Berenberg (gestorben 1822), die Alleinerbin des Handelshauses Berenberg, heiratete Johann Hinrich Gossler. Zu den Nachkommen der Berenberg gehört das Hanseatengeschlecht Gossler, später teilweise geadelt als von Berenberg-Gossler, die Haupteigentümer des Handels- und Bankhauses Berenberg seit den 1770er Jahren.

## Geschichte

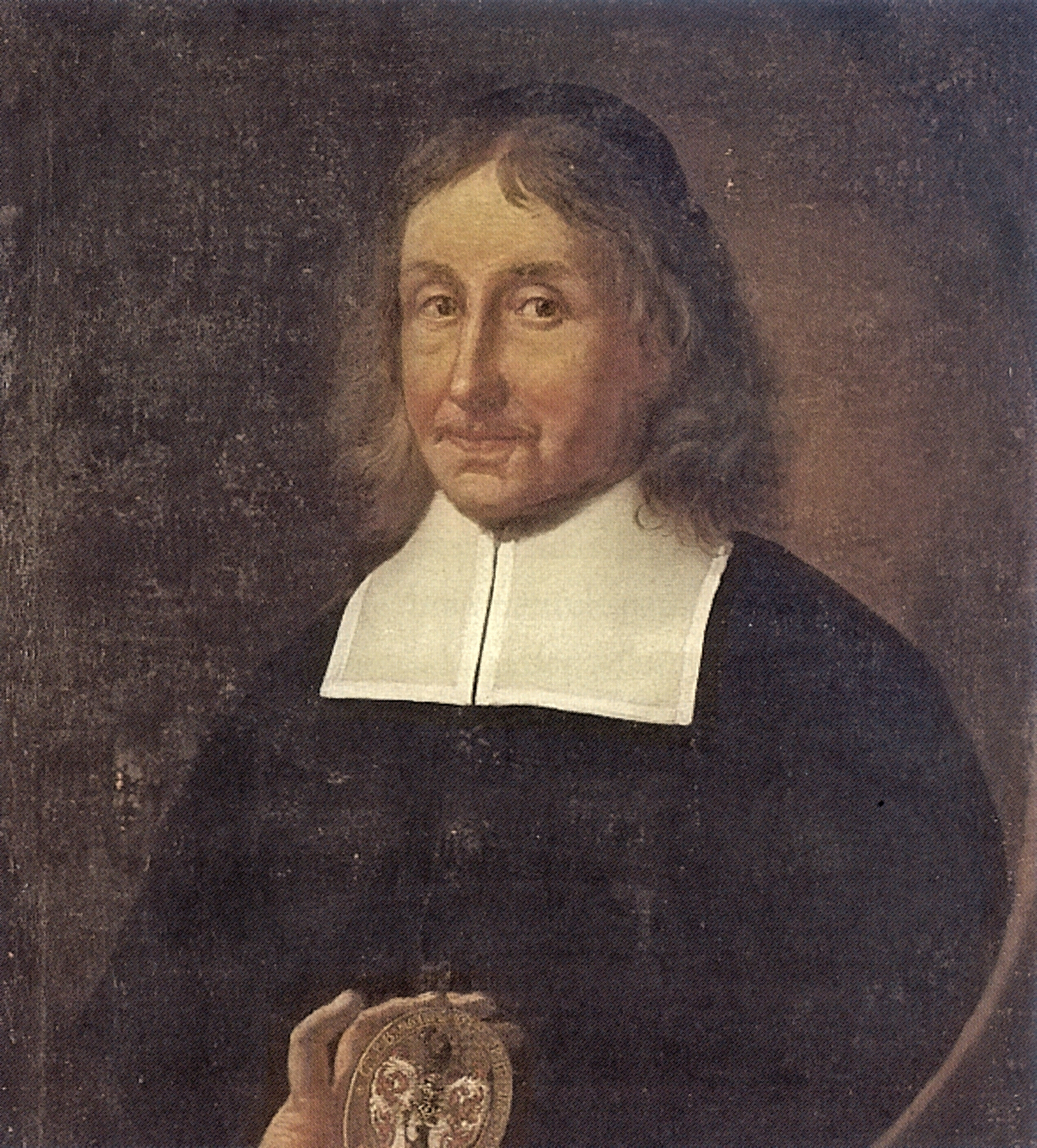
Der Kaufmann und Bankier Cornelius Berenberg (1634–1711)

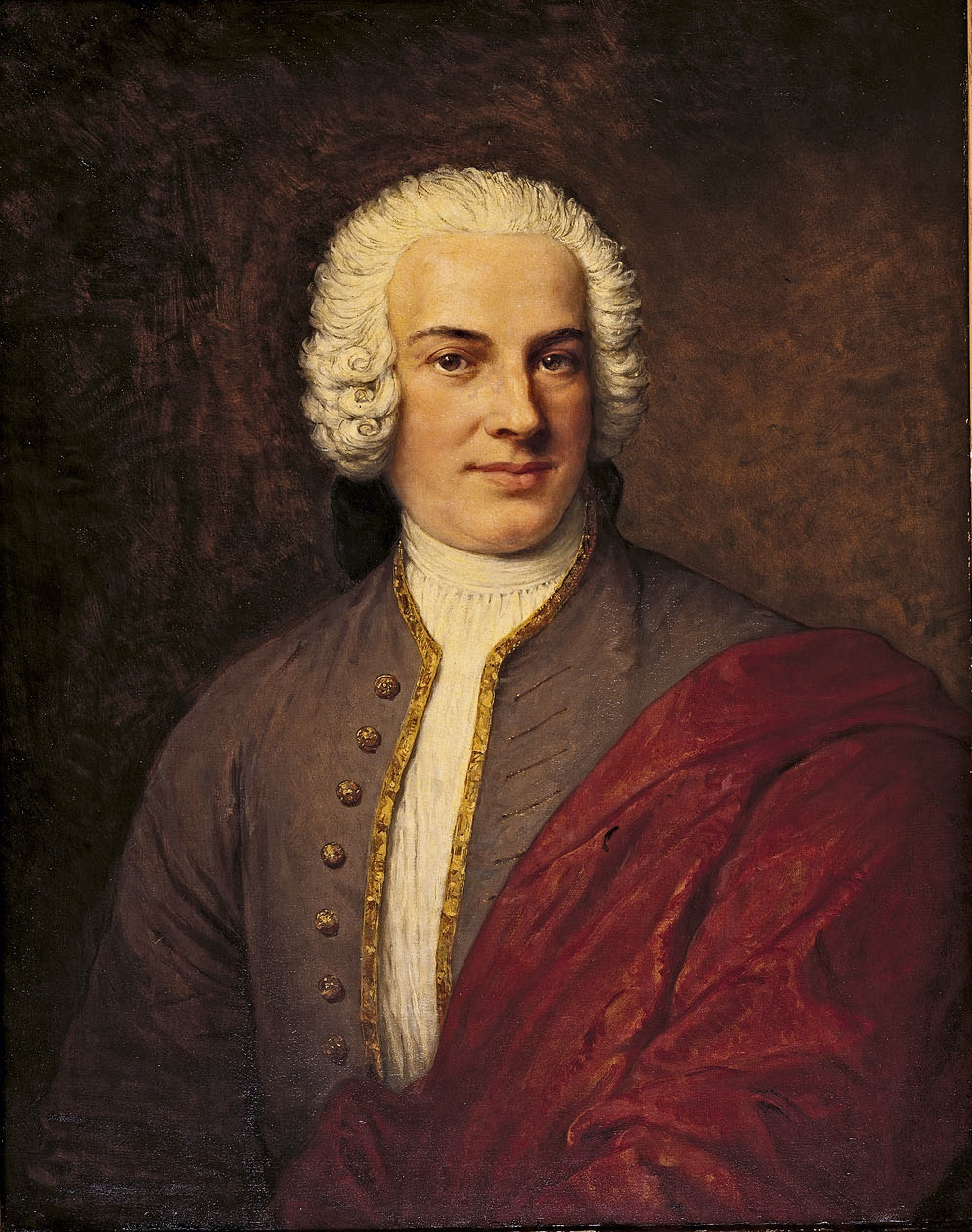
Johann Berenberg (1718–1772)

Älteste Spuren der Berenbergs weisen auf eine Herkunft von einem Hof Groß Berenberg in der Nähe von Gummersbach hin.
Das Handels- und Bankhaus Berenberg wurde um das Jahr 1590 von Hans (1561–1626) und Paul Berenberg (1566–1645) in Hamburg gegründet. Die niederländischen Berenbergs waren als Protestanten Religionsflüchtlinge aus Antwerpen im heutigen Belgien, das sie 1585 verlassen mussten. In Hamburg wurden sie 1605 als Großbürger anerkannt und heirateten in führende hanseatische Familien ein, darunter die Familie Amsinck. Mitglieder der Familie waren ab 1735 Mitglieder des Hamburger Rates (bzw. des Senats).

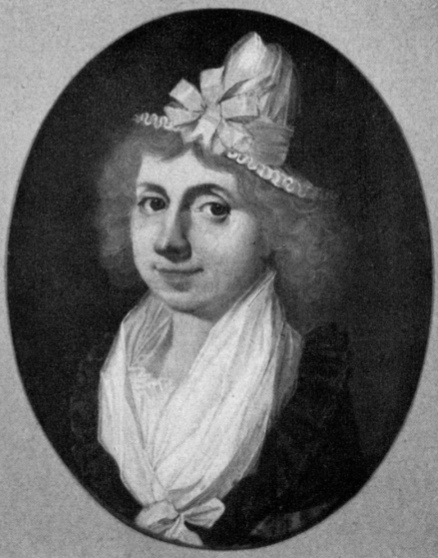
Elisabeth Berenberg (1749–1822)

In Hamburg sind die Berenberg in der männlichen Linie 1862 erloschen; ein Lüneburger Zweig blühte bis in das 20. Jahrhundert. Der Bankierzweig der Familie ist bereits 1822 mit Elisabeth Berenberg (1749–1822) im Mannesstamm erloschen; Elisabeth Berenberg wurde 1768 Alleinerbin des Handels- und Bankhauses Berenberg und heiratete Johann Hinrich Gossler. 1769 wurde Gossler Mitinhaber des Handels- und Bankhauses Berenberg, und nach dem Tod seines Schwiegervaters übernahm er die Leitung des Hauses. Einige der Nachkommen Gosslers in der männlichen Linie wurden in Preußen als von Berenberg-Gossler 1888 geadelt und 1910 in den Freiherrenstand erhoben (siehe dazu Goßler bzw. Berenberg-Gossler). 1788 nahm Gossler seinen Schwiegersohn Ludwig E. Seyler als neuen Partner auf und er wurde bereits 1790 Senior des Hauses.

## Wappen

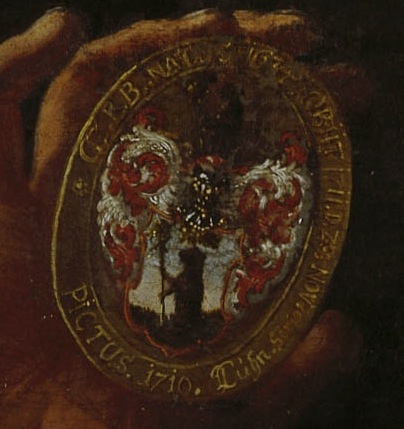
Wappen, Detail aus Gemälde (1710)

Das Wappen der Familie Berenberg zeigt im goldenen Felde auf einem grünen Schildfuß ein nach rechts aufgerichteter schwarzer Bär mit goldenem Halsband, in den Vorderpranken einen grünen Zweig (oder entwurzelten Tannenbaum) haltend. Auf dem Helm wiederholt sich dieselbe Figur, die Decken sind schwarz-golden. Eine Variante des Wappens zeigt hinter dem Bären einen grünen Baum.
Die Berenberg'sche Wappen war noch Anno 1699 zu Lier in den Kirchenfenstern zu sehen.

## Nachkommen
Nachkommen der Elisabeth Berenberg und des Johann Hinrich Gosslers finden sich in verschiedenen Familien in u. a. Deutschland, Mexiko und Norwegen, u. a. mit den Namen Goßler bzw. von Berenberg-Gossler, Seyler, Schramm, von Hosstrup, Burchard, Amsinck, Paus und von Bernstorff.
Personen mit dem Namen Berenberg-Consbruch sind keine Nachkommen der Familie Berenberg und erwarben den Namen durch Namensänderung im Jahr 1976.

## Mitglieder
- Cornelius Berenberg (1634–1711), Hamburger Kaufmann und Bankier
- Johann Berenberg (1674–1749), Kaufmann und Genealoge
- Rudolf Berenberg (1680–1746), Hamburger Senator und Bankier
- Paul Berenberg (–1768), Hamburger Senator und Bankier
- Johann Berenberg (1718–1772), Hamburger Bankier
- Elisabeth Berenberg (1749–1822), Hamburger Bankier, das letzte Mitglied der Bankiersfamilie Berenberg, verheiratet Gossler

### Nachkommen der Elisabeth Berenberg (1749–1822) und des Johann Hinrich Gossler
- Johann Heinrich Gossler (1775–1842), Bankier und Hamburger Senator
- Hermann Goßler (1802–1877), Hamburger Senator und Erster Bürgermeister
- Martin Garlieb Amsinck (1831–1905), Schiffbauer und Reeder
- Johann Freiherr von Berenberg-Gossler (1839–1913), Bankier
- Johann Heinrich Burchard (1852–1912), Hamburger Senator und Erster Bürgermeister
- Benjamin Wegner Nørregaard (1861–1935), norwegischer Abenteurer und Kriegsberichterstatter
- Harald Nørregaard (1864–1938), norwegischer Rechtsanwalt
- John von Berenberg-Gossler (1866–1943), Bankier, Hamburger Senator und Deutscher Botschafter in Rom
- Cornelius Freiherr von Berenberg-Gossler (1874–1953), Bankier
- Nikolai Nissen Paus (1877–1956), norwegischer Chirurg und Präsident des Norwegischen Roten Kreuzes
- Augustin Paus (1881–1945), norwegischer Industrieller
- George Wegner Paus (1882–1923), norwegischer Rechtsanwalt und Wirtschaftsfunktionär
- Percy Ernst Schramm (1894–1970), Historiker
- Heinrich Freiherr von Berenberg-Gossler (1907–1997), Bankier und Generalkonsul für das Fürstentum Monaco
- Bernhard Paus (1910–1999), norwegischer Chirurg und Großmeister des Norwegischen Freimaurerordens